# Canal submarí
Un canal submarí és una vall submarina poc encaixada i abrupta, lleugerament sinuosa, que està inserida al glacis continental o als ventalls submarins, o bé situada en la intersecció de dos glacis submarins oposats, ocupant-ne el tàlveg. Són de pendent feble, i en ambdós vessants solen formar-s'hi motes o dics naturals. Poden portar onades subaquàtiques.